# Merimdecultuur
De Merimdecultuur was een neolithische cultuur van omstreeks 5000 tot 4300 v.Chr. in de westelijke Nijldelta van Egypte. Ze is vernoemd naar de vindplaats Merimde nabij het dorp Benisalame, ongeveer 45 km ten noordwesten van Caïro. 
Er werden bij Merimde vijf bewoningslagen gevonden, die op basis van hun materiële cultuur, begrafenisgewoonten en bouwwijzen in drie opeenvolgende fasen ingedeeld kunnen worden.

## Oudste fase
De eerste nederzetting wordt in het begin van het Egyptische keramisch neolithicum gedateerd. Ze toont invloeden vanuit de Levant, zichtbaar in de visgraatpatroon-decoraties van het keramiek met platte bodem of voet, de vorm van de pijlpunten en het gebruik van schelpen uit de Rode Zee als hangers.
Het aardewerk omvat meest eenvoudige borden, schalen en kommen. Men onderscheidt een eenvoudig gladgemaakte oranje-bruine soort en een donkerrode gepolijste soort. Opvallend is dat de kleimassa niet gemagerd werd.
Als enige versiering komt soms een visgraatpatroon voor, met name bij de gepolijste gesloten vormen. De bodems zijn meest rond, zelden vlak. De rand loopt in de regel spits toe. Opvallend is vaatwerk met een waarschijnlijk cultische functie, zoals cilindrische vaten met een uitgesproken standring, miniatuurvaatwerk en vaten met handgrepen.
De stenen werktuigen werden gemaakt met een in wezen epipaleolithische klingen-afslagtechniek. De verkregen klingen zijn op verschillende wijzen geretoucheerd en tot verschillende soorten werktuigen gevormd. Typerend zijn spitspuntige boorgereedschappen. Daarnaast worden projectielpunten, zoals gesteelde en zijdelings gekerfde pijlpunten gevonden, en talrijke grof bewerkte gereedschappen zoals eenzijdig bewerkte schrabbers. Opvallend zijn grof tweezijdig bewerkte keien, waaronder een ruw bewerkte bijl.
Andere vondsten omvatten een idool in mensenvorm, stierenbeeldjes, sieraden uit zoetwatermosselschelpen, hangers uit zeeschelpen, kralen van struisvogeleischalen, benen voorwerpen met gaatjes, een doorboorde rundertand, geslepen hardstenen voorwerpen, rode oker voor cosmetisch gebruik, zowel als maal- en wrijfstenen. Met name de schelpen wijzen op een wijd handelsnetwerk, omdat vele soorten slechts op bepaalde plaatsen te vinden zijn zoals bij de Rode Zee.

## Middenfase
Nadat de oudste nederzetting van Merimde verlaten werd, bleef de locatie voor lange tijd onbewoond. 
De volgende twee bewoningslagen vertegenwoordigen de klassieke Merimdecultuur. Afgezien van de stierbeeldjes zijn er weinig elementen die op een verbinding met de eerste fase wijzen.
Het aardewerk is duidelijk anders, hoewel er in de vormen nog een bepaalde gelijkens te zien is. Een belangrijk verschil is dat de kleimassa nu met stro gemagerd werd, zodat veel groter vaatwerk gemaakt kon worden. Er zijn schalen en potten in verschillende vormen en maten gevonden, meest met afgesneden randen en ronde bodems. Nieuw is ovaal vaatwerk, dat karakteristiek is voor de klassieke periode. Naast rood gepolijst komt nu ook grijs gepolijst keramiek voor. Versieringen ontbreken geheel, evenals het cultische aardewerk uit de oudere periode.
Bij het stenen gereedschap treedt een duidelijke verandering op. Pijlpunten met zeer lange vleugels, driehoekige punten met vlakke kepen en geslepen speerpunten in de vorm van trapezoïde dwarssnijders werden gevonden, evenals messen, bijlen en spitse of stompe dissels voor houtbewerking. Inzetlemmets voor sikkels tonen dat graan geoogst werd. Karakteristiek zijn zeer lange en smalle boren.
In vergelijking met de oudste nederzetting werd een groot aantal kleine artefacten gevonden. Naast stierbeeldjes en kralen uit struisvogelschaal komen nu ook parels, kleine keramische bolletjes en vishaken uit mosselschalen voor. Ook zijn er veel uit been vervaardigde voorwerpen, zoals priemen, vlakke spatels, projectielpunt-achtige  voorwerpen, artefacten met ogen, harpoenen en dissels, sieraden zoals kralen, vingerringen, hangers uit tanden van caniden en armbanden van ivoor. Opvallend is een dierplastiek uit been, waarschijnlijk een nijlpaard voorstellend. Uit steen waren vaten van albast, knotskoppen, netgewichten en maal- en wrijfstenen aanwezig. Ook rode oker voor cosmetische doelen werd gevonden.

## Late fase
Terwijl men bij de vroege en klassieke bewoningslagen nog van kleine nederzettingen dicht bij de rivier spreken kan, tonen de laatste twee lagen een groter bevolkingsaantal en dichtheid.
Bij het aardewerk is de verandering het duidelijkst. Naast de al bekende typen komt vanaf laag 3 een zwart gepolijst keramiek voor. Nieuw is dat de polijstingen verschillende patronen (horizontaal-verticaal-horizontaal, schuin-verticaal-schuin, etc.) op het vaatwerk tonen. Vanaf laag 4 worden verschillende decoraties gebruikt: bij de eenvoudig glad gemaakte waar plastische, ingeritste en gestempelde versieringen voorkomen. Ook met kleipasta beschilderd keramiek wordt af en toe gevonden. 
Naast de al in vorige lagen bekende vormen komen toenemend rechtwandig-conische schalen, potten met kegelvormige schouders en dubbelconische vormen voor. De randen werden rond afgewerkt. Bijzondere vormen verschijnen, zoals kogelvormige flessen met verticale hals en uitlopende rand, tweekamerige vaten, vaatwerk met voetplaten en standringen. Een differentiëring in traditionele glad gemaakte gebruikskeramiek en een meer vernieuwende gepolijste fijnkeramiek wordt zichtbaar.
De kwaliteit van de stenen werktuigen is hoog. De meeste werktuigen worden uit kernen geslagen, slechts zelden uit klingen zoals kleine getande zaagjes. De weinig gedifferentieerde grove werktuigen nemen in  aantal af. Projectielpunten ontwikkelen zich in laag 4 tot klassieke Merimde-punten met korte afgeschuinde vleugels, in laag 5 tot spitsvleugelpunten met sterk convexe sneden. Dit type vindt men ook in de Fajoem A-cultuur. Daarnaast zijn verschillende vormen van snijwerktuigen en bijlen gevonden, en de dissels ontwikkelden zich verder. Verschillende vormen van sikkels komen voor, in toenemende grootte. Ook boren met meerdere punten worden nu gevonden.
Naast de keramiek en stenen gereedschappen werden weinig kleine artefacten gevonden. Hieronder zijn mensen- en dierfiguren uit aardewerk, en nu ook impressoversierde armbanden. De meeste kleine artefacten zijn uit been vervaardigd, de functie waarvan vaak overlapt met de stenen vondsten. Ook benen vattingen van stenen werktuigen werden gevonden.
Als voorheen komen kleine bijlen, paletten, knotskoppen, netgewichten en maal- en wrijfstenen voor.

## Veeteelt, jacht en visvangst
De mensen van Merimde leefden van veeteelt aangevuld met jacht en visvangst. Onder het vee overwogen runderen, een trend die in de latere nederzettingen steeds sterker werd. Varkens waren in alle periodes aanwezig. Het aandeel geiten en schapen nam echter vanaf het begin allengs af. De visvangst nam vanaf de middenperiode sterk aan belang toe en was tot aan de laatste fases een belangrijke voedingsbron. Samen met de jacht op nijlpaarden, krokodillen en schildpadden en het verzamelen van zoetwatermossels toont dit de toenemende orientatie op de Nijl. Daarentegen is de jacht op woestijnwild minimaal, die op wilde herkauwers neemt echter toe. Kleine landdieren en vogels waren eerder gelegenheidsvangsten. Woestijnslakken (Eremina desertorum) waren slechts tijdens de oudste nederzetting van belang.

## Relatie tussen de verschillende fasen onderling en met andere culturen
De aardewerkvormen, stierbeeldjes en struisvogeleikralen tonen een zekere continuïteit tussen de verschillende bewoningslagen. Na de eerste fase had zich het culturele referentiegebied van de middenfase echter veranderd. Niet West-Azië overheerste meer, maar toenemend de Afrikaanse omgeving. Dit is te zien bij de harpoenen, dissels, vishaken uit mosselschelpen, en bijlen. Deze omslag is deels te verklaren met een droge fase in Palestina gedurende het mid-6e tot mid-5e millennium v.Chr., waarin voor het gebied ten zuiden van de Libanon geen nederzettingen gevonden worden. Het daardoor ontstane culturele vacuüm wordt dan door invloeden uit de Sahara en Soedan gecompenseerd.
De jongere nederzettingsfasen tonen daarentegen een geheel ander cultureel patroon. Ondertussen had zich een eigen Neder-Egyptische neolithische cultuur ontwikkeld, waarvan de invloed op de Fajoem-A-cultuur en laat-prehistorische deltaculturen zoals de Buto-Maadi-cultuur zichtbaar is. De keramiek van de midden- tot late Merimdecultuur vindt haar voortzetting in de Fajoem-A-cultuur en de Tasacultuur.